# まいちゃん
まいちゃん（1982年12月11日 - ）は、日本の元お笑いタレント（ピン芸人）。お笑いコンビ、ランプアップ・サジタリの元メンバー。本名、塚田舞（つかだ まい）。神奈川県相模原市出身。

## 人物
身長158cm、体重45kg、血液型はB型、足のサイズは24.5cm。横浜女子短期大学卒業。元保育士。
人の血液型を当てることと、音痴かどうかを当てることが趣味。特技は般若の顔真似。ちなみに、まいちゃんのビンタは相当な攻撃力と芸人仲間から言われていた。
ヒューマンアカデミーお笑い芸人養成講座4期生出身。お笑いコンビ、ランプアップ（ケイダッシュステージ所属、2007年2月1日解散）の元メンバー。お笑いコンビ、サジタリ（アミー・パーク所属、2010年11月16日解散）の元メンバー。コンビ解消後、ピン芸人として引き続きアミー・パークに所属していたが、2011年1月21日付けのブログ記事で、2011年1月23日の「タコ殴りライブ」を告知した際、「今月のこのライブを最後に、人間として成長するために修行に出ることにしました。ので、お笑い辞めます」と宣言。お笑い芸人を辞めることとなった（まいちゃんは、このライブ終了後に「このライブは出たいな、ハイスパット二階堂さん誘ってくれないかな」と呟いていた）。
大日本プロレス所属レスラーの伊東竜二は、親のいとこに当たる。

## 概説・芸風
ランプアップ時代はコント内で相方・小沢に対してかなり強烈なツッコミ（拳で殴る・蹴りを入れる・ビンタを食らわす、など）を浴びせるのが特徴であった。
お笑いコンビサジタリ時代は、女性差別に怒りをぶつけるうちに相方と喧嘩口調になり、男性差別的発言で笑いをとるネタが多かった。相方との不仲で解散。
ピン芸人「まいちゃん」になってからはフリップを活用したネタを事務所ライブで行ったり、後輩芸人リエとコンビ「おまんじゅう」をライブ単発で組んだりした。
元保育士であることから、自身を保育士に見立てたネタをすることがあった。
アミー・パーク内では塚田会（禁酒禁煙会）と呼ばれる派閥（主に飲み会グループ）を構成していた。（まいちゃん、岩田サトシ、大村小町）
ピン芸人になってからは自身のブログの中で、トークライブ開催に意気込んでいることを表明していた。

## 出演

### ライブ
- アミーパークライブ   (かなりの頻度で出演していた。)
- アミーパークライブF （レギュラー出演していた。）

- わかなとまいのキャピキャピナイト (2010年12月27日) 元ケイダッシュステージの川村わかなとのトークライブ。中野スタジオtwlで公演。
- タコ殴りライブ (2011年1月23日) ニュースタッフエージェンシーとアミー・パークの共催。渋谷シアターDで公演。(公式にはお笑い芸人として最後のライブ活動となった。)

### テレビ
- 2010年12月21日 日本テレビ系列「ものまねグランプリ ザ・トーナメント」のショートSHOWのコーナーに出場。得意の般若のものまねをしたが10秒でフェードアウト。審査員のつんく♂は「完璧でしょう。彼女がやったこと自体は。ただし尺は10秒だと思います。」とコメントした。